# 大長寺 (東京都府中市)
大長寺（だいちょうじ）は、東京都府中市若松町にある日蓮宗の寺院。山号は本妙山。旧本山は村田妙法寺、のち伊東佛現寺。
境内には明朗会十二烈士碑がある。江戸時代には柴又の帝釈天、目黒の不動尊と並ぶ麻布の日朝様として親しまれた。

## 歴史
寛永8年（1631年）善行院日久（延宝8年（1680年）没）を開山に麻布永坂町に創建された。
江戸中期には「大長寺門前」という地名があった。

## 伽藍
- 本堂
- 日朝堂

吉原の遊女屋三浦屋吉右衛門の墓があり、高尾の墓もあったとされる。明朗会十二烈士の忠魂碑があるほか、会の指導的役割であった井上清純の菩提寺でもある。碑は1951年8月23日に建立された。当時の住職小野錬雄は皇室中心主義を掲げて全国に日蓮宗を布教してまわっていた人物であり、法華経信者の井上とは親交があった。十二烈士も全員が法華経信者であったため、井上が住職に依頼して大長寺が十二烈士の菩提寺となったのである。

## 人物
- 善行院日久
- 明興院日応 - 伊豆の霊跡本山海光山佛現寺の貫主の務めた。

## 参考資料
- 日蓮宗寺院大鑑編集委員会『宗祖第七百遠忌記念出版 日蓮宗寺院大鑑』大本山池上本門寺 (1981年)

## 公式サイト
- 公式ウェブサイト（日本語）